# Morgonmål för mästare
Morgonmål för mästare (eller "Farväl, blå måndag") är en roman från 1972 av Kurt Vonnegut. Den har en bild av en flaska Martini på ett lortigt hotelltvättställ på det svenska originalomslaget. Omslaget säger egentligen allt om berättelsen: Det är en saga om en värld i förfall och om de ensamma människor som bebor den.
Kurt Vonnegut skrev Morgonmål för mästare i femtioårspresent till sig själv. Han ser den som en parodi på sig själv och sina tidigare verk, men frågan är om den inte också är en av de starkare romaner Vonnegut har skrivit. 
Med Vonneguts egna ord är Morgonmål för mästare 
"en berättelse om två ensamma, magra män i medelåldern på en döende planet, och ödet ville att de skulle mötas"
Den ene mannen är Dwayne Hoover, en välbärgad Pontiac-återförsäljare, och den andre är Kilgore Trout, en okänd och mycket måttligt framgångsrik science fiction-författare. 
"Ödet ville att dessa två personer skulle mötas i staden Midland City, och ödet ville att Kilgore Trouts bok "Nu kan det sägas" skulle göra Dwayne Hoover till en galen mördare"
Kurt Vonnegut sviker inte den röda tråden i sitt författarskap i Morgonmål för mästare. Slaveri, rasism, girighet och hyckleri avhandlas på Vonneguts vanliga lättsamma sätt (han kallar det själv för "svart humor") och bokens stil är lättläst, flytande och lödig.